# Carol Channing
Carol Elaine Channing, född 31 januari 1921 i Seattle, Washington, död 15 januari 2019 i Rancho Mirage, Kalifornien, var en amerikansk skådespelare, komiker, sångare och underhållare.

## Biografi
Channings far var en känd föreläsare inom Kristen Vetenskap-kyrkan. Hon hoppade av studierna för att göra karriär inom show business. Channings stora genombrott kom 1949 i Broadwayuppsättningen av Gentlemen Prefer Blondes, där hon sjöng "Diamonds Are a Girl's Best Friend" – en melodi som än idag är hennes "signaturmelodi". Channing medverkade sedan i många andra musikaler på Broadway, bland annat Hello, Dolly!. 
Channing framträdde mestadels på scen och nattklubbar. Bland hennes filmer märks Moderna Millie (1967), där hon nominerades för en Oscar för bästa kvinnliga biroll.

## Filmografi i urval
- 1962–1966 – What's My Line? (TV-serie)
- 1967 – Moderna Millie
- 1968 – Skidoo
- 1978 – Sgt. Pepper's Lonely Hearts Club Band
- 1985 – Alice in Wonderland 	(TV-film)
- 1990 – Snövit och de sju dvärginnorna (röst)
- 1994 – Tummelisa (röst)

## Teater
| År   | Roll                 | Produktion                                     | Regi           | Teater                           |
| ---- | -------------------- | ---------------------------------------------- | -------------- | -------------------------------- |
| 1964 | Dolly Gallagher Levi | Hello, Dolly! Michael Stewart och Jerry Herman | Gower Champion | St. James Theatre, New York, USA |

## Diskografi i urval
- Gentlemen Prefer Blondes (1950)
- Show Girl (1961)
- Hello, Dolly! (1964)
- Lorelei (1974)
- Carol Channing on Tour (1980)